# Corydoras davidsandsi
Corydoras davidsandsi är en fiskart som beskrevs av Black, 1987. Corydoras davidsandsi ingår i släktet Corydoras och familjen Callichthyidae. Inga underarter finns listade i Catalogue of Life.